# Brighton & Hove Albion Football Club
El Brighton & Hove Albion Football Club és un club de futbol anglès, que és la unió de dos equips realitzada l'any 1991, el Brighton i el Hove, dues ciutats veïnes. Ha disputat quatre temporades en la màxima categoria anglesa, l'antiga First Division i l'actual Premier League, entre les temporades 1979/80 i 1982/83, aquest últim l'any en què va patir el descens i del qual no va aconseguir recuperar-se fins al final de la temporada 2016/17, en la qual va aconseguir guanyar el play-off d'ascens i tornar a la màxima competició anglesa.
La temporada 1982/83 van assolir una de les seves majors fites: el subcampionat de la FA Cup, caient davant el Manchester United FC en el replay de la final per 4 a 0.
Però la diferència d'aquest antic equip anglès és el seu estadi. La temporada 1996/1997, després d'una crisi econòmica sense precedents, el club va haver de vendre el seu antic estadi, el Goldstone Ground, amb 95 anys d'història en les seves bigues. Tot i així, la directiva no es va assegurar de tenir-ne un de nou. Això va convertir el club i els seus seguidors en els homeless (sense sostre) del futbol britànic.
Les dues següents temporades l'equip va jugar en el Priestfield Stadium de Gillingham, a més de 100 quilòmetres de distància de la seva ciutat natal. Davant el clamor popular de tota la ciutat, l'ajuntament va cedir la utilització de l'estadi olímpic local, estadi molt petit i amb pistes d'atletisme, molt diferent dels típics estadis anglesos.
En l'actualitat l'afició i els ciutadans han iniciat una campanya molt activa a favor de la construcció d'un nou estadi, el Falmer Stadium, amb capacitat per a 22.000 persones i adaptat als temps moderns.

## Palmarès
- 1 Charity Shield: 1910
- 3 Football League One: 1957-58, 2001-02, 2010-11

## Jugadors

### Plantilla 2025-26
A 1 agost 2025
| N. | Pos. | Nac. | Jugador               |
| -- | ---- | --- | --------------------- |
| 1  | POR  | [[Fitxer:Flag of the Netherlands.svg\|23x15px\|border \|alt=Països Baixos\|link=Selecció de futbol dels Països Baixos\|{{#if:\|]] | Bart Verbruggen       |
| 2  | DEF  | [[Fitxer:Flag of Ghana.svg\|23x15px\|border \|alt=Ghana\|link=Selecció de futbol de Ghana\|{{#if:\|]]                             | Tariq Lamptey         |
| 3  | DEF  | [[Fitxer:Flag of Brazil.svg\|23x15px\|border \|alt=Brasil\|link=Selecció de futbol del Brasil\|{{#if:\|]]                         | Igor Julio            |
| 4  | DEF  | [[Fitxer:Flag of England.svg\|23x15px\|border \|alt=Anglaterra\|link=Selecció de futbol d'Anglaterra\|{{#if:\|]]                  | Adam Webster          |
| 5  | DEF  | [[Fitxer:Flag of England.svg\|23x15px\|border \|alt=Anglaterra\|link=Selecció de futbol d'Anglaterra\|{{#if:\|]]                  | Lewis Dunk (capità)   |
| 6  | DEF  | [[Fitxer:Flag of the Netherlands.svg\|23x15px\|border \|alt=Països Baixos\|link=Selecció de futbol dels Països Baixos\|{{#if:\|]] | Jan Paul van Hecke    |
| 7  | MIG  | [[Fitxer:Flag of England.svg\|23x15px\|border \|alt=Anglaterra\|link=Selecció de futbol d'Anglaterra\|{{#if:\|]]                  | Solly March           |
| 8  | MIG  | [[Fitxer:Flag of Germany.svg\|23x15px\|border \|alt=Alemanya\|link=Selecció de futbol d'Alemanya\|{{#if:\|]]                      | Brajan Gruda          |
| 9  | DAV  | [[Fitxer:Flag of Greece.svg\|23x15px\|border \|alt=Grècia\|link=Selecció de futbol de Grècia\|{{#if:\|]]                          | Stefanos Tzimas       |
| 10 | DAV  | [[Fitxer:Flag of France (1794–1815, 1830–1974).svg\|23x15px\|border \|alt=França\|link=Selecció de futbol de França\|{{#if:\|]]   | Georginio Rutter      |
| 11 | MIG  | [[Fitxer:Flag of The Gambia.svg\|23x15px\|border \|alt=Gàmbia\|link=Selecció de futbol de Gàmbia\|{{#if:\|]]                      | Yankuba Minteh        |
| 13 | MIG  | [[Fitxer:Flag of England.svg\|23x15px\|border \|alt=Anglaterra\|link=Selecció de futbol d'Anglaterra\|{{#if:\|]]                  | Jack Hinshelwood      |
| 14 | MIG  | [[Fitxer:Flag of England.svg\|23x15px\|border \|alt=Anglaterra\|link=Selecció de futbol d'Anglaterra\|{{#if:\|]]                  | Tom Watson            |
| 17 | MIG  | [[Fitxer:Flag of Cameroon.svg\|23x15px\|border \|alt=Camerun\|link=Selecció de futbol del Camerun\|{{#if:\|]]                     | Carlos Baleba         |
| 18 | DAV  | [[Fitxer:Flag of England.svg\|23x15px\|border \|alt=Anglaterra\|link=Selecció de futbol d'Anglaterra\|{{#if:\|]]                  | Danny Welbeck         |
| 19 | DAV  | [[Fitxer:Flag of Greece.svg\|23x15px\|border \|alt=Grècia\|link=Selecció de futbol de Grècia\|{{#if:\|]]                          | Charalampos Kostoulas |
| 20 | MIG  | [[Fitxer:Flag of England.svg\|23x15px\|border \|alt=Anglaterra\|link=Selecció de futbol d'Anglaterra\|{{#if:\|]]                  | James Milner          |
| 21 | DEF  | [[Fitxer:Flag of France (1794–1815, 1830–1974).svg\|23x15px\|border \|alt=França\|link=Selecció de futbol de França\|{{#if:\|]]   | Olivier Boscagli      |

| N. | Pos. | Nac. | Jugador            |
| -- | ---- | --- | ------------------ |
| 22 | MIG  | [[Fitxer:Flag of Japan.svg\|23x15px\|border \|alt=Japó\|link=Selecció de futbol del Japó\|{{#if:\|]]                              | Kaoru Mitoma       |
| 23 | POR  | [[Fitxer:Flag of England.svg\|23x15px\|border \|alt=Anglaterra\|link=Selecció de futbol d'Anglaterra\|{{#if:\|]]                  | Jason Steele       |
| 24 | DEF  | [[Fitxer:Flag of Turkey.svg\|23x15px\|border \|alt=Turquia\|link=Selecció de futbol de Turquia\|{{#if:\|]]                        | Ferdi Kadıoğlu     |
| 25 | MIG  | [[Fitxer:Flag of Paraguay.svg\|23x15px\|border \|alt=Paraguai\|link=Selecció de futbol del Paraguai\|{{#if:\|]]                   | Diego Gómez        |
| 26 | MIG  | [[Fitxer:Flag of Sweden.svg\|23x15px\|border \|alt=Suècia\|link=Selecció de futbol de Suècia\|{{#if:\|]]                          | Yasin Ayari        |
| 27 | MIG  | [[Fitxer:Flag of the Netherlands.svg\|23x15px\|border \|alt=Països Baixos\|link=Selecció de futbol dels Països Baixos\|{{#if:\|]] | Mats Wieffer       |
| 29 | DEF  | [[Fitxer:Flag of Belgium (civil).svg\|23x15px\|border \|alt=Bèlgica\|link=Selecció de futbol de Bèlgica\|{{#if:\|]]               | Maxim De Cuyper    |
| 31 | DAV  | [[Fitxer:Flag of Paraguay.svg\|23x15px\|border \|alt=Paraguai\|link=Selecció de futbol del Paraguai\|{{#if:\|]]                   | Julio Enciso       |
| 32 | MIG  | [[Fitxer:Flag of Ecuador.svg\|23x15px\|border \|alt=Equador\|link=Selecció de futbol de l'Equador\|{{#if:\|]]                     | Jeremy Sarmiento   |
| 33 | MIG  | [[Fitxer:Flag of Denmark.svg\|23x15px\|border \|alt=Dinamarca\|link=Selecció de futbol de Dinamarca\|{{#if:\|]]                   | Matt O'Riley       |
| 34 | DEF  | [[Fitxer:Flag of the Netherlands.svg\|23x15px\|border \|alt=Països Baixos\|link=Selecció de futbol dels Països Baixos\|{{#if:\|]] | Joël Veltman       |
| 35 | MIG  | [[Fitxer:Flag of Ireland.svg\|23x15px\|border \|alt=Irlanda\|link=Selecció de futbol de la República d'Irlanda\|{{#if:\|]]        | Andrew Moran       |
| 36 | MIG  | [[Fitxer:Flag of Côte d'Ivoire.svg\|23x15px\|border \|alt=Costa d'Ivori\|link=Selecció de futbol de la Costa d'Ivori\|{{#if:\|]]  | Malick Yalcouyé    |
| 37 | MIG  | [[Fitxer:Flag of Senegal.svg\|23x15px\|border \|alt=Senegal\|link=Selecció de futbol del Senegal\|{{#if:\|]]                      | Abdallah Sima      |
| 38 | POR  | [[Fitxer:Flag of Canada (Pantone).svg\|23x15px\|border \|alt=Canadà\|link=Selecció de futbol del Canadà\|{{#if:\|]]               | Tom McGill         |
| 40 | MIG  | [[Fitxer:Flag of Argentina.svg\|23x15px\|border \|alt=Argentina\|link=Selecció de futbol de l'Argentina\|{{#if:\|]]               | Facundo Buonanotte |
| 42 | DEF  | [[Fitxer:Flag of Italy.svg\|23x15px\|border \|alt=Itàlia\|link=Selecció de futbol d'Itàlia\|{{#if:\|]]                            | Diego Coppola      |

### Cedits a altres equips
| N. | Pos. | Nac. | Jugador                                                         |
| -- | ---- | --- | --------------------------------------------------------------- |
| 16 | DEF  | [[Fitxer:Flag of Ireland.svg\|23x15px\|border \|alt=Irlanda\|link=Selecció de futbol de la República d'Irlanda\|{{#if:\|]] | Eiran Cashin (al Birmingham City FC fins al 30 de juny de 2026) |
| 28 | DAV  | [[Fitxer:Flag of Ireland.svg\|23x15px\|border \|alt=Irlanda\|link=Selecció de futbol de la República d'Irlanda\|{{#if:\|]] | Evan Ferguson (al AS Roma fins al 30 de juny de 2026)           |
| 39 | POR  | [[Fitxer:Flag of England.svg\|23x15px\|border \|alt=Anglaterra\|link=Selecció de futbol d'Anglaterra\|{{#if:\|]]           | Carl Rushworth (al Coventry City FC fins al 30 de juny de 2026) |

| N. | Pos. | Nac. | Jugador                                                  |
| -- | ---- | --- | -------------------------------------------------------- |
| —  | MIG  | [[Fitxer:Flag of Ghana.svg\|23x15px\|border \|alt=Ghana\|link=Selecció de futbol de Ghana\|{{#if:\|]]                       | Ibrahim Osman (al AJ Auxerre fins al 30 de juny de 2026) |
| —  | MIG  | [[Fitxer:Flag of South Korea.svg\|23x15px\|border \|alt=Corea del Sud\|link=Selecció de futbol de Corea del Sud\|{{#if:\|]] | Yoon Do-young (al Excelsior fins al 30 de juny de 2026)  |